# Juvinas
Juvinas — метеорит-апондрит масою 91000 грам.